# Jerzy Lesław Ordan

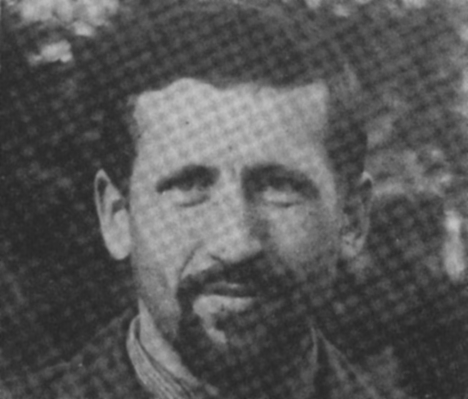
Jerzy Lesław Ordan (przed 1969 rokiem)

Jerzy Lesław Ordan (ur. 11 maja 1934 w Pińsku) – polski poeta i prozaik, nauczyciel, dziennikarz, działacz kulturalny. Absolwent filologii polskiej na Uniwersytecie Mikołaja Kopernika w Toruniu. Debiutował w 1959 roku na łamach prasy.
Współzałożyciel i redaktor toruńskiego miesięcznika „Przegląd Artystyczno-Literacki”, który ukazywał się w latach 1992-2001.
2 czerwca 2009 z rąk podsekretarza stanu w MKiDN Tomasza Merty odebrał Srebrny Medal „Zasłużony Kulturze Gloria Artis”.

## Twórczość
- Ciało ziemi (1964) wiersze
- Poza rzeczy (1967) wiersze
- Jeziora niespokojne (1972) wiersze
- Rekolekcje (1975) wiersze
- Pieśń o rzece (1975) wiersze
- Jakby kto chciał wiedzieć (1977) opowiadania
- Już po południu (1980) wiersze
- Jeszcze jedno lato (1982) powieść
- Chłopiec (1984) powieść
- Późna podróż (1991) poemat
- Wielka dłoń świata (1994) wiersze
- Nasze długie cienie (2001) powieść
- Coraz gęściej od komunikatów (Wybór z lat 1960-2006) wiersze i poematy (2008)
- W jedną stronę (2011) powieść
- Wiosenne przesilenie (2013) powieść
- Z podziemia (2016) powieść